# IC 5200
IC 5200 је спирална галаксија у сазвјежђу Тукан која се налази на листи објеката дубоког неба у Индекс каталогу.
Деклинација објекта је - 65° 45' 59" а ректасцензија 22h 22m 15,6s. Привидна величина (магнитуда) објекта IC 5200 износи 15,3 а фотографска магнитуда 16,0. IC 5200 је још познат и под ознакама ESO 108-26, PGC 68660.